# Kostuchna (gmina)

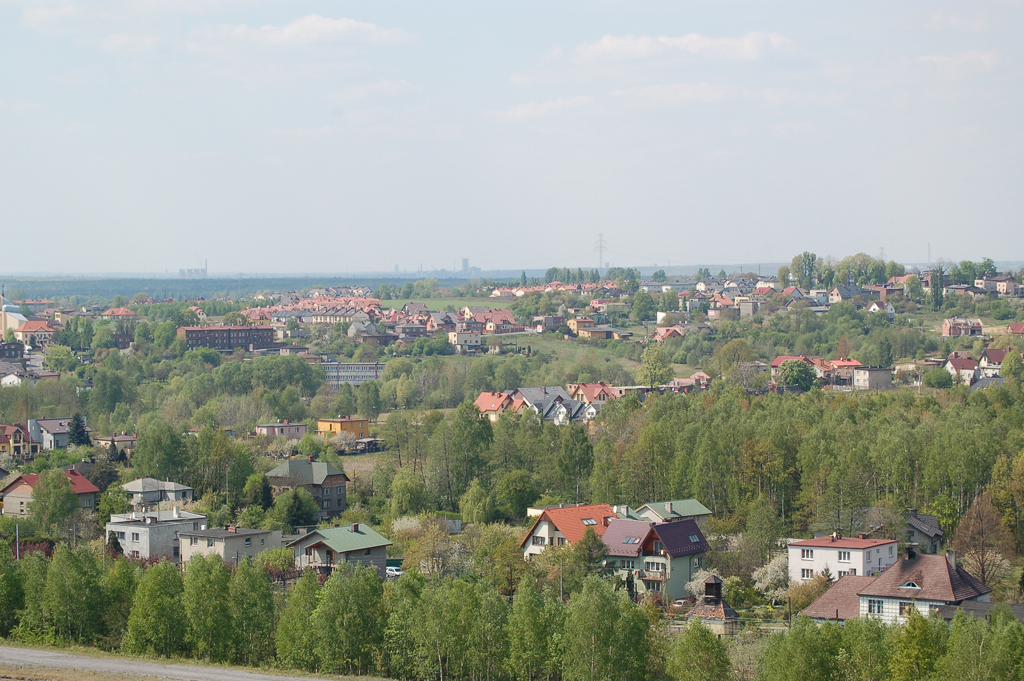
Kostuchna

Kostuchna – dawna gmina wiejska istniejąca w latach 1973–1975 w woj. katowickim (dzisiejsze woj. śląskie). Siedzibą władz gminy była Kostuchna, która stanowiła odrębną gminę miejską (obecnie dzielnica Katowic).
Gmina Kostuchna została utworzona 1 stycznia 1973 w powiecie tyskim w woj. katowickim. W jej skład weszły sołectwa Podlesie i Zarzecze.
27 maja 1975 jednostka została zniesiona, a jej obszar (wraz z miastem Kostuchna) włączony do Katowic.